# شماره دسترسی (دارایی فرهنگی)

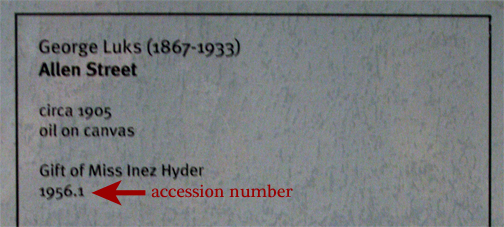
نمونه برچسب در یک گالری که شماره دسترسی شی را نشان می‌دهد.

در کتابخانه‌ها، گالری‌های هنری، موزه‌ها و بایگانی‌ها، شماره دسترسی (به انگلیسی: Accession number) یک شناسه منحصربه‌فرد است که به هر دارایی/سرمایه اختصاص داده می‌شود و به کنترل اولیه آن دست می‌یابد. تخصیص شماره‌های دسترسی معمولاً در زمان نقطه دسترسی یا فهرست‌نویسی رخ می‌دهد. این اصطلاح چیزی اشتباه است، زیرا شکلی که شماره دسترسی اغلب به خود می‌گیرد، اغلب (یک کد شامل) الفبا-شماره است.
اگر یک مورد از مجموعه حذف شود، معمولاً از شماره آن برای موارد جدید استفاده مجدد نمی‌شود.